# Tomín
El tomín fue una moneda antigua de masa monetaria, utilizada principalmente en Castilla y América hispana, cuya equivalencia, en artículos de oro y plata, era la siguiente:
- 1 tomín = 1/28 lot (Prusia = 16,667 gramos) = 0,5953 gramos.[1]
- 1 tomín (antiguo) = 1/29 lot (Prusia) = 0,5747 gramos.[1]
- 1 tomín = 12 granos corresponde 3/5 litro.
- 3 tomines = 1 adarme.
- 6 tomines = 1 ochava.
- 48 tomines = 1 onza castellana.
- 384 tomines = 1 marco castellano o marco de castellanos.[2]
- 1 libra = 2 marcos = 16 onzas = 128 ochavas.[3]
- 1 ochava = 2 adarmes = 6 tomines = 72 granos.[3]

En la Castilla medieval, el peso del marco de oro y el de plata coincidían en 230 gramos. Sin embargo, al dividirlo,  no coincidían los pesos, ya que mientras que los tomines de plata tenían 0,598 gramos, los de oro eran de 0,575 gramos.
En las minas españolas de América:
- 6 tomines = 1 castellano.

El castellano era la centésima parte de la libra española.
- 6 castellanos más 2 tomines = 1 unca.[5]